# الزي الرسمي وشارات شوتزشتافل

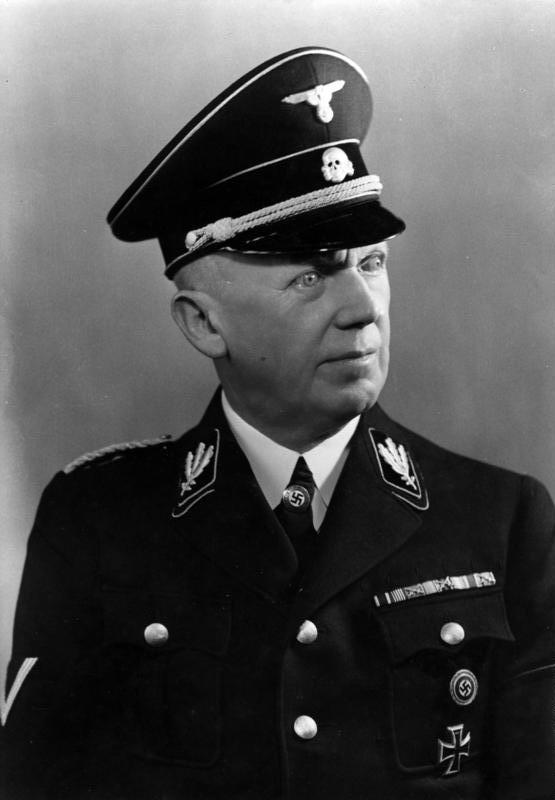
هانز هاينريش لامرز بالزي الرسمي

الزي الرسمي وشارات للشوتزشتافل لصفوف القوات شبه العسكرية والزي الرسمي المستخدم من قبل قوات الأمن الخاصة بين عامي 1925 و1945 للتمييز بين تلك المنظمة من القوات المسلحة النظامية الألمانية، والدولة الألمانية، والحزب النازي.

## تصميم الزي والوظيفة
أعداد كبيرة من الزي الرسمي كانت موجودة لقوات الأمن الخاصة، وهذا يتوقف غالباً على مسرح الحرب حيث كانت تتمركز بها، وجميع بدلات الاس اس السود لها زي موحد وهو معروف جداً باللون الأسود، ولون الألماني التقليدي، وكان ينظر إليها على أنها موثوق بها. وكان نظام الألوان السوداء والبيضاء والحمراء المميزة للإمبراطورية الألمانية، واعتمد في وقت لاحق من قبل الحزب النازي. كذلك، كان اللون الأسود انتشر شعبيا مع الحركات الفاشية: القمصان السوداء في إيطاليا قبل إنشاء قوات الأمن الخاصة.
يُلبس الزي الأسود مع الجمجمة و-عظمتان مع الشارات، وكان هناك سبب تقليدي، لذلك فقد استعمل هذا النوع من الألوان والتصميم ملوك بروسيا، والأباطرة ويلبس هذا النوع من التصميم في وحدة الفوهرر وحراسه الشخصيين لزيادة الرهبة. كما هو الحال مع الزي العديد من العسكريين الرسميين، وزي الاس اس كان مصمما خصيصا لمشروع السلطة، وتعزيز الخوف والاحترام. وقال زعيمهم هينريخ هملر: أعرف أن هناك الكثير من الناس الذين يمرضون عندما يرون هذا الزي الأسود، ونحن نفهم ذلك ولا نتوقع أن نكون محبوبين
خلال الحرب، أنتج مصنع الملابس الألماني اللآلاف من زي الاس اس الرسمي باستخدام العمالة القسرية. ويعرف هذا المصنع في الوقت الحالي ب هوغو بوس العالمية.
عندما بدأت الحرب، نادراً ما كان يرتدى الزي الأسود. وارتدت الوحدات القتالية ومنظمة وافن اس اس في وقت لاحق الزي الميداني الرمادي (الرمادي والأخضر).

## وصلات خارجية
- German WWII Army & SS Rank & Insignia
- Grey uniform of a SS-Sturmbannführer of a self-propelled gun crew of the SS-Totenkopf-Division
- Black uniform of a SS-Standartenführer of the SS-Totenkopfverbände
- Uniform of a SS-Unterscharführer of the early SS-Totenkopf-Division
- Examples of different cuff titles of the SS
- Examples of different cuff titles of the Waffen-SS
- Cuff title of the "training camp Dachau" (carried by members of the Waffen-SS there during their "platoon leader training course" aka German "Zugführerlehrgang")